# Religiose del Verbo Incarnato
Le Religiose del Verbo Incarnato (in spagnolo Religiosas del Verbo Encarnado) sono un istituto religioso femminile di diritto pontificio: le suore di questa congregazione pospongono al loro nome la sigla C.V.I.

## Storia
La congregazione deriva dall'Ordine del Verbo Incarnato e del Santissimo Sacramento, fondato nel 1625 da Jeanne Chézard de Matel: numerosi monasteri dell'ordine sorsero nelle Americhe nel corso dell'Ottocento.
Per garantire una migliore formazione delle religiose e conservare lo spirito dell'ordine, nel Novecento alcune case sui iuris dell'ordine iniziarono a unirsi in congregazioni centralizzate. I primi tre monasteri a fondersi furono quelli messicani di Chilapa, Matehuala e Città del Messico, la cui unione fu approvata dalla Santa Sede con decreto del 28 febbraio 1929.
All'unione aderirono altre comunità del Messico, di Cuba e, nel 1970, quella di Lione.

## Attività e diffusione
Le Religiose del Verbo Incarnato si dedicano essenzialmente all'istruzione e all'educazione cristiana della gioventù.
Sono presenti nelle Americhe (Argentina, El Salvador, Guatemala, Messico, Stati Uniti d'America, Uruguay), in Europa (Francia, Spagna) e in Africa (Kenya, Tanzania); la sede generalizia è a Città del Messico.
Alla fine del 2008 la congregazione contava 419 suore in 58 case.